# 메타트론
메타트론(Metatron, 히브리어: מֶטָטְרוֹן, Mattatron)은 유대교와 기독교의 일부에서 말하는 천사의 이름이다. 바이블(Bible)의 외경에서 등장하며, 그가 창세의 과정이나 천국(혹은 지옥)에서 맡은 역할에 대해서는 공통된 의견이 없다. 일부 학파에서는 야훼에 의해 끌어올려진 에녹이 야훼에 의해 메타트론으로 변형되었다고 하나, 탈무드 전문가들은 이를 인정하지 않고 있다.
조하르는 메타트론을 이집트에서 이스라엘 민족을 데리고 나온 엔젤(angel)이라고 한다. 메타트론은 일부 위경, 특히 에녹에서도 등장한다. 요한 아이젠멩거에 따르면 메타트론은 야훼의 의지를 매일 가브리엘과 사마엘에게 전한다고 한다.
구스타프 데이빗슨의 "엔젤 사전"에 따르면 메타트론은 산달폰의 쌍둥이 형제이다.

## 같이 보기
- 신현